# إذاعة الشباب والرياضة
إذاعة الشباب والرياضة هي إذاعة مصرية بدأت إرسالها في مناسبة العيد الثاني لذكرى انتصارات أكتوبر، في السادس من أكتوبر عام 1975 وتبث على تردد 108 FM